# Melqart

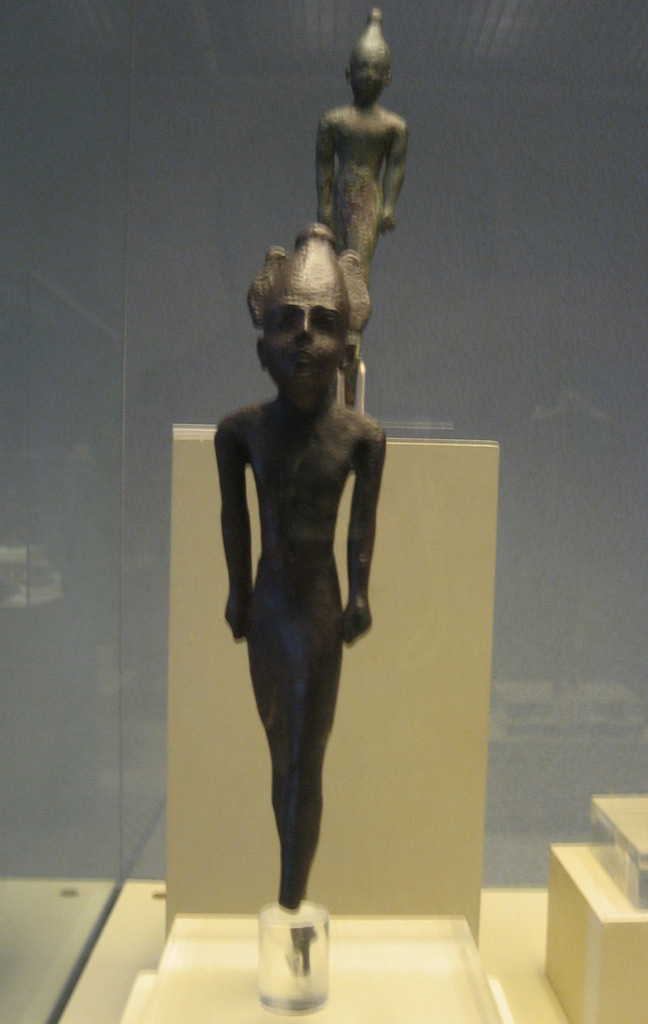
Due statue votive nel Tempio di Melqart

Melqart (oppure meno accuratamente Melkart, Melkarth o Melgart), in accadico Milqartu, era il nume tutelare della città fenicia di Tiro, come Eshmun lo era di Sidone. Il nome deriva da una leggera compressione del fenicio Milk-Qart "Il Re della Città". A Melqart veniva spesso associato il titolo di Ba‘al Ṣur "Signore di Tiro". I Greci si riferivano al Merqart come l'Eracle di Tiro e per i Latini era l'Ercole di Tiro. Nelle loro relazioni di viaggio, infatti, i vari storici e geografi antichi cercavano di riportare entro connotati usuali i vari dèi e semidei dei paesi stranieri. Così l'egizio Horus assomigliava al greco Apollo e il greco Zeus a Roma prese le caratteristiche di Giove.

## Culto
Lo storico Erodoto scrive (2.44):
Giuseppe Flavio riporta (Antichità Giudaiche 8.5.3), seguendo lo storico Menandro e parlando di Hiram I di Tiro (c. 965 - 935 a.C.):
Il mese macedone di Peritius corrisponde al nostro febbraio, e indica che questo annuale risveglio del dio non era una celebrazione del solstizio d'inverno che avrebbe coinciso con la normale fine dell'anno. Il risveglio, l'egersis di Melqart, lo può far identificare come divinità del ciclo vita-morte-resurrezione.
Evidenze archeologiche del culto di Melqart sono state trovate dapprima in Tiro e sembrano essersi diffuse verso occidente con le colonie fenicie stabilite da questa città, fino a mettere in ombra Esmun di Sidone. Il nome di Melqart era invocato nella stipula di contratti, secondo il dott. Aubet, divenne abitudine, per questo motivo, innalzare un tempio a Melqart, protettore dei mercanti di Tiro, in ogni colonia fenicia: a Cadice il tempio di Melqart è antico quanto le prime vestigia dell'occupazione fenicia. I Greci seguirono un percorso parallelo per i loro Eracle.
A Tiro il Gran Sacerdote di Melqart era secondo solo al re. Perfino Cartagine mandava un tributo annuo del 10% del pubblico tesoro al dio di Tiro fino al periodo ellenistico.
Molti nomi cartaginesi riflettevano questa importanza di Melqart; per esempio Amil(car)e, Bomil(car)e; ma Baal o Bal, come parti di nome per Asdru(bal)e e Anni(bal)e quasi certamente non portavano a Melqart ma a Ba'al, il capo degli dèi di Cartagine, un dio identificato dai Greci con Crono e dai Romani con Saturno (divinità).
Melqart proteggeva le terre puniche della Sicilia come Ras Melqart, Testa di Melqart dove la sua testa, indistinguibile da quella di Eracle appare in una moneta del IV secolo a.C.  Sono stati trovati templi dedicati a Melqart in almeno tre siti fenici in Spagna: a Cadice, a Ibiza nelle Baleari, e a Cartagena, in Marocco: a Lixus.
Vicino a Gades/Gadeira (Cadice) "era situato il più occidentale tempio dell'Eracle di Tiro, vicino alla spiaggia più orientale dell'isola" (Strabone 3.5.2–3). 
Strabone annotava (3.5.5–6) che le due colonne di bronzo all'interno del tempio, entrambe alte otto cubiti, erano proclamate essere le vere Colonne d'Ercole da molti di coloro che avevano visitato il posto e vi avevano compiuto sacrifici a Eracle. Ma Strabone riteneva un falso questa pretesa, in parte evidenziando che le iscrizioni sulle colonne non parlavano di Eracle e descrivevano solo le spese che avevano affrontato i Fenici per erigerle.
Un altro tempio a Melqart si innalzava a Ebusus (Ibiza), in uno dei quattro insediamenti fenici sulla costa meridionale dell'isola. Nel 2004, durante i lavori all'Avenida España, una delle principali strade dell'isola, scoprirono un altro tempio punico. Testi rinvenuti menzionano Melqart assieme ad altri dèi fenici come Esmun, Astarte e Baal.
E ancora, un tempio a Melqart è stato identificato a Carthago Nova (Cartagena). La protezione del dio di Tiro si estendeva fino al promontorio sacro di Cabo de São Vicente oggi in Portogallo, il punto più occidentale del mondo conosciuto; una terra così sacra che era vietato trascorrervi la notte.
È probabile che Melqart sia quel particolare Baal che si trova nel Vecchio Testamento, in 1 Re, 16.31–10.26. il cui culto fu introdotto principalmente in Israele dal Re Acab e poi quasi totalmente sradicato dal Re Jehu. In 1 Re 18.27 è possibile intravedere un riferimento ironico ai leggendari viaggi e fatiche di Eracle, all'egersis ed al risveglio del dio:
Lo scrittore ellenistico Eliodoro di Emesa nella sua Etiopica parla delle danze dei marinai di Tiro in onore dell'Eracle di Tiro:

## Mitologia
Ateneo di Naucrati (m. 392 a.C.) riassume una storia di Eudosso di Cnido (c. 355 a.C.) che raccontava come Eracle, il figlio di Zeus e Asteria (Astarte?) fu ucciso da Tifone in Libia. Il compagno di Eracle, Iolao portò una quaglia al dio morto (presumibilmente una quaglia arrosto) e il delizioso profumo riportò Eracle alla vita. Questo spiegherebbe perché i fenici sacrificassero le quaglie all'Eracle di Tiro. Sembra che Melqart avesse avuto un compagno simile all'ellenico Iolao. Anche Sanconiatone, l'autore fenicio, parla di Melqart con il nome di Malcarthos o Melcathros, figlio di Hadad che viene comunemente identificato con Zeus.
La letteratura clementina (10.24) parla di tombe di vari dèi, compresa "quella di Eracle a Tiro, dove fu bruciato dal fuoco". Anche l'Eracle ellenico morì bruciato sulla pira, ma l'evento viene posto sul Monte Eta in Tracia. Una tradizione simile viene citata da Dione Crisostomo che descrive la bella pira che i Tarsi, in Cilicia costruivano per il loro Eracle, che veneravano sotto le sembianze del dio locale Sandan.
Gregorio Nazianzeno (Orazione 4.108) e Cassiodoro (Variae 1.2) raccontano come l'Eracle di Tiro e la Ninfa Tiro stavano passeggiando sulla spiaggia quando il cane di Eracle, che li stava accompagnando, divorò un murice colorando di un bellissimo rosso i lati della bocca. Tiro disse a Eracle che non l'avrebbe mai accettato come amante finché non le avesse regalato un vestito dello stesso colore. Così Eracle raccolse molte conchiglie di murice, ne estrasse il colorante e tinse il primo vestito con quella che verrà chiamata "porpora di Tiro". Le conchiglie di murice appaiono nelle primissime monete di Tiro e riappaiono su monete della Roma Imperiale.
Viene generalmente ritenuto che il greco Melicerte figlio di Ino fosse in origine un riflesso di Melqart, anche se nessuna fonte classica connette esplicitamente le due figure mitologiche.
A causa della scarsità delle prove gli studiosi sostengono tesi molto differenti su quale tipo di dio fosse Melqart. W. Albright in Archaeology and the Religion of Israel (Baltimora, 1953;  pp. 81, 196) suggerisce che Melqart fosse un dio del mondo sotterraneo in parte perché un dio Malku - che potrebbe essere Melqart - viene qualche volta associato al dio mesopotamico Nergal, un dio del mondo sotterraneo il cui nome significa - come Melqart in fenicio - "re della città".

Altri studiosi ritengono questa uguaglianza di nomi una pura coincidenza in quanto tutto quello che sappiamo di Melqart da altre fonti non suggerisce un dio dell'oltretomba ed è ovvio pensare che la città sia Tiro.

È stato suggerito che Melqart sia nato come dio marino al quale siano state dati, in seguito, attributi solari o, in alternativa, che sia nato come dio solare ed abbia ricevuto gli attributi marini più tardi. In realtà, del suo culto si conosce ben poco.
In effetti, nella Dionysiaca di Nonno (40.366–580) l'Eracle di Tiro è descritto come un dio propriamente solare. D'altra parte per tutti gli dèi, vi è la tendenza nei tardi periodi Ellenistici e Romani, a sviluppare attributi solari e, per quasi tutti gli dei orientali, ad essere identificati con il sole. Nonno dà il titolo di Astrochiton (Rivestito di stelle) all'Eracle di Tiro ed al suo Dioniso fa recitare un inno a questo Eracle salutandolo come "Figlio del Tempo, che genera la triplice immagine della Luna, il Risplendente Occhio dei cieli". La pioggia viene ascritta al suo scuotere dalla testa le acque del suo bagno nell'Oceano Occidentale. Il suo disco del sole causa il crescere delle piante. Quindi, in un'esplosione di progressivo sincretismo, Dioniso identifica l'Eracle di Tiro con il babilonese Belus sull'Eufrate; Ammon in Libia; Api sul Nilo; Crono d'Arabia, Zeus d'Assiria; Serapide, Zeus d'Egitto; Crono; Fetonte; Mitra; Apollo di Delfi ed altri.

L'Eracle di Tiro risponde apparendo a Dioniso. C'è una luce rossa negli ardenti occhi di questo dio splendente, che indossa una veste ricamata come il cielo (presumibilmente con varie costellazioni). Le guance sono gialle e splendenti e la barba è stellata. Il dio rivela come egli abbia insegnato ai primi umani della Fenicia come costruire la prima nave e come li abbia istruiti nell'arte di navigare fino ad una coppia di rocciose isole galleggianti. Su una delle isole cresceva un ulivo con un serpente ai suoi piedi, un'aquila sulla cima e che brillava nel mezzo con un fuoco che bruciava ma non consumava. Seguendo le istruzioni del dio, questi primi uomini sacrificarono l'aquila a Poseidone, Zeus e altri dei. Da quel momento le isole si radicarono al fondo del mare. Su una delle isole fu edificata Tiro.

## Associazioni
- Per l'associazione con Ba'al, cfr. Baal.
- Per il meta-mito che vede Melqart come baal o "Signore" si veda Moloch.